# Massacre de Piet Retief et sa délégation

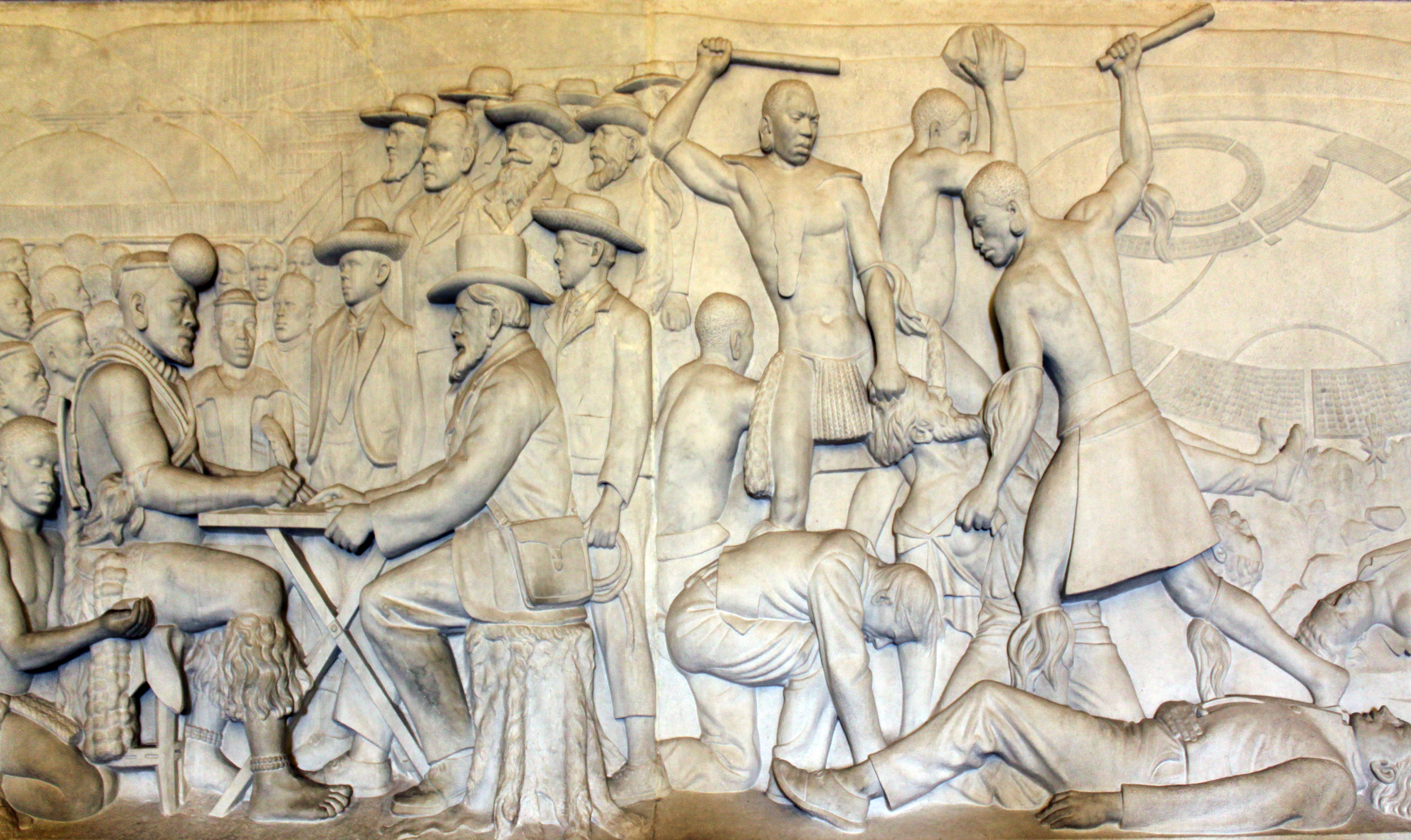
Fresque du Voortrekker Monument de Pretoria représentant la signature du traité entre Piet Retief et le roi Dingane suivie de la scène illustrant le massacre de Retief et de ses compagnons

Le massacre de Piet Retief et sa délégation s'est traduit par l'assassinat d'une centaine de Voortrekkers dont Piet Retief par le roi zoulou Dingane le 6 février 1838 dans ce qui est aujourd'hui le KwaZulu-Natal, en Afrique du Sud. 

## Déroulement des événements

### Résumé
Les Voortrekkers, dirigés par Piet Retief, émigrèrent au Natal en 1837 et négocièrent un traité foncier en février 1838 avec le roi Dingane. En réalisant les implications de ce contrat qui lui avait été imposé, Dingane trahit les Voortrekkers en tuant la délégation et Retief. Le traité foncier donnait aux Voortrekkers les terres situées entre la rivière Tugela et Port St. Johns. Cet événement a finalement mené à la bataille de Blood River et à la défaite de Dingane.

### Le massacre
Malgré les avertissements, Piet Retief quitta le haut Tugela le 28 janvier 1838, croyant pouvoir négocier avec Dingane des limites permanentes pour sa colonie du Natal. Il rencontra finalement Dingane à Mgungundlovu. Il eut l’impression que Dingane était prêt à négocier, mais seulement si Retief lui rendait le bétail volé par le chef Batlokwa du nom de Sekonyela. Retief finit par trouver le bétail et ramena une partie du troupeau à Dingane. L’acte de cession de la région de Tugela-Umzimvubu, bien que daté du 4 février 1838 et écrit par Jan Gerritze Bantjes, (secrétaire de Retief), fut signé par Dingane le 6 février 1838, avec des deux côtés un enregistrement de trois témoins chacun. Dingane invita le groupe de Retief à assister à une représentation de ses soldats, après quoi Dingane sauta sur ses pieds et ordonna à ses soldats de capturer le groupe de Retief et leurs serviteurs de couleur.
Retief, son fils, ses hommes et ses serviteurs, en tout environ 100 personnes furent emmenés sur une colline voisine, Kwa-Matiwane en dessous d’Hlomo Amabuto, ce qui signifie « rassemblement des soldats ». Les Zoulous massacrèrent tout le groupe en tuant Retief en dernier afin qu'il assiste à la mort de ses camarades. Les corps furent laissés sur la colline de Kwa-Matiwane pour être mangés par les vautours et les charognards, comme c’était la coutume de Dingane pour ses ennemis.

### Les motifs du massacre
Les historiens pensent que l’attaque aurait été préméditée, et qu'il était peu probable que Dingane allait concéder la terre par traité, car celui-ci croyait que la terre était héritée de droit divin et que les traités humains n'avaient aucune valeur. Quant à la justification de son attaque, il n’y a pas qu'une seule raison mais une multitude de raisons.
L’une des raisons les plus populaires données par les historiens est que Dingane se sentait menacé parce qu’il avait appris que les Voortrekkers avaient récemment évincé Mzilikazi de la région du Transvaal par la conquête. Le fait que Retief avait envoyé des lettres à Dingane faisant allusion à l’expulsion de Mzilikazi, ce qui pouvait facilement être interprété comme une menace à peine voilée, a incité Dingane à voir dans les Voortrekkers des alliés peu fiables. Il est même probable qu’il ait vu en Retief et ses colons des envahisseurs. Il craignait de partager le même sort que Mzilikazi s’il ne lançait pas une attaque préventive contre les Voortrekkers,. On a également signalé que les Voortrekkers encerclaient la colonie de Mgungundlovu, ce qui a été vu comme un acte de reconnaissance militaire. 
Une autre raison avancée par les historiens est que Dingane, envoyant Retief et sa bande récupérer le bétail volé, tentait par là même une stratégie pour voir si oui ou non Retief pouvait être un allié de confiance. Selon les espions de Dingane, il n’aurait pas rendu tout le bétail qu’il avait obtenu de Sekonyela. 
Une autre raison citée par quelques érudits est que Dingane aurait également eu la promesse de la part de Retief d'un don de chevaux et de fusils en même temps que le retour de son bétail. Or quand Retief revint avec une partie du bétail, il ne donna ni fusils ni chevaux à Dingane,. Quelles que soient les raisons qui ont incité Dingane à prendre cette décision, il est clair qu’il s’est méfié des Voortrekkers et des autres colons.

### Les conséquences du massacre

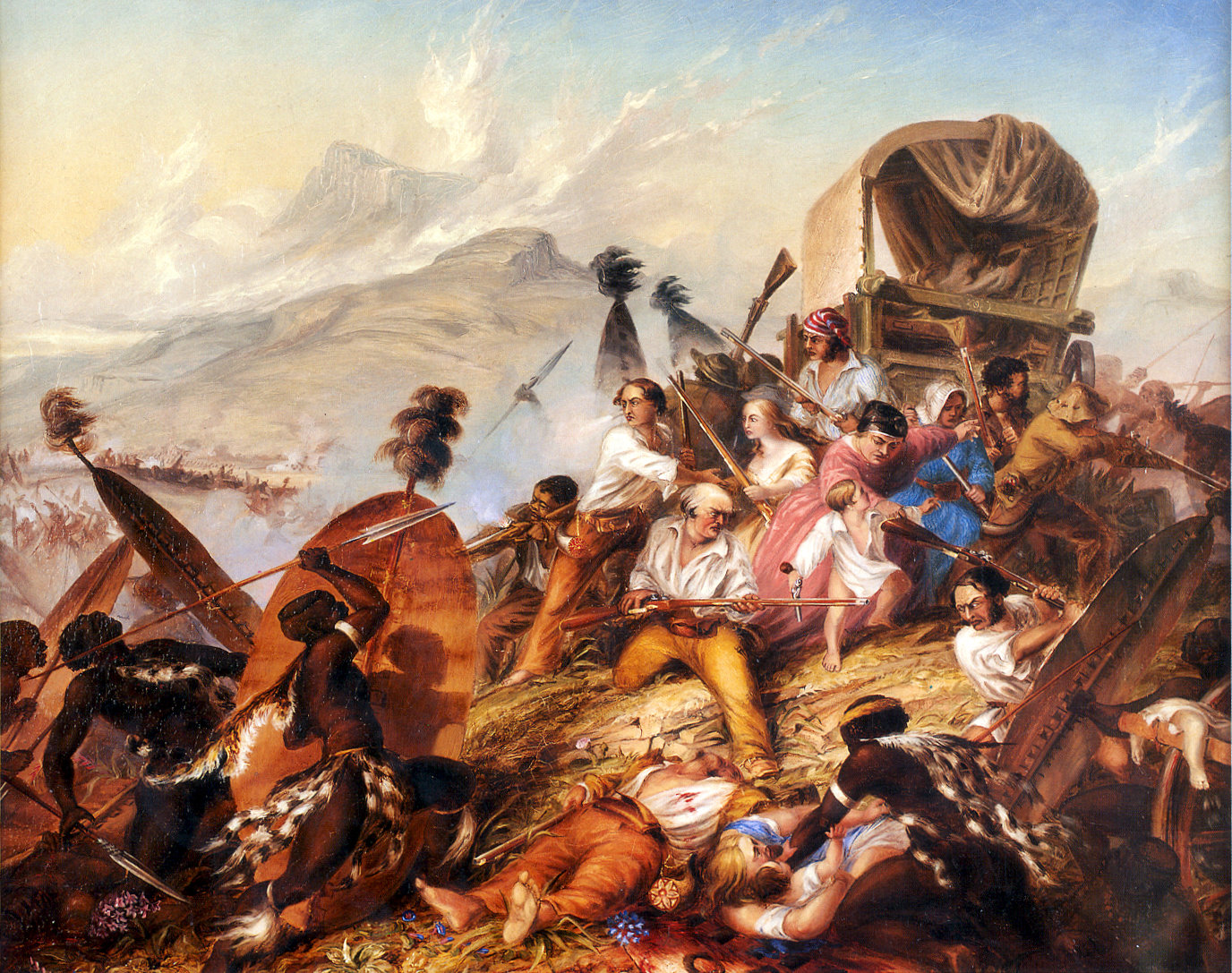
Un campement de Voortrekkers résistant à une attaque de l'impi de Dingane, peinture par Charles Bell.

Après le massacre de Retief et sa délagation, Dingane dirigea des attaques contre plusieurs campements de Voortrekkers, dont celui de Bloukrans. Cela plongea les colons du Grand Trek dans un désarroi temporaire. Au total, 534 hommes, femmes et enfants furent tués lors du massacre de Weenen.
La mort de Retief et le massacre de Weenen conduisirent finalement à une victoire décisive des Voortrekkers à Blood River, après quoi Andries Pretorius et son « commando de la victoire » récupérèrent les dépouilles du groupe de Piet Retief et les enterrèrent le 21 décembre 1838. Jan Gerritze Bantjes (1817-1887), qui avait 21 ans à l'époque, ancien secrétaire de Piet Retief et devenu secrétaire de Pretorius, décrivit la bataille et toute la campagne de décembre dans son Bantjes Journal.
Ayant récupéré l’acte intact de Cession du Natal, également rédigé par Bantjes, dans la poche de cuir de Piet Retief, et plus tard authentifié par l'un des membres du « commando de la victoire », E.F. Potgieter. Deux copies identiques de cet acte subsistent (l’une ou l’autre pourrait être l’originale). Mais la légende dit que l’originale aurait disparu en transit vers les Pays-Bas pendant la guerre anglo-boer (1899-1902). L’emplacement de la tombe de Retief a été plus ou moins oublié jusqu’en 1896, date à laquelle J.H. Hattingh, un membre survivant du commando de Pretorius, la redécouvrit. Un monument enregistrant les noms des membres de la délégation de Retief fut érigé près de la tombe en 1922.